# San Francisco (Córdoba)
San Francisco argentin település Córdoba tartomány keleti részén. Fontos kereskedelmi központ, mert több fontos út itt keresztezi egymást. 70 kilométerrel északnyugati irányba fekszik egy nagy, sósvizű tó, a Mar Chiquita (“kicsi tenger”), ami egy jelentős, vonzó turistacél a régióban.

## Történet
José Bernardo Iturraspe alapította 1886. szeptember 9-én a tartományi kormányzat kolonizációs tervének részeként. A jelenlegi település az elsőtől kissé délebbre található és 1888-ban kezdett el épülni. 1915-ben a települést várossá nyilvánították. San Francisco lakosságának nagy része első és második világháborús menekültekből és az ő leszármazottjaikból áll, akik között jelentős számú piemonti olasz volt.

## Testvérváros
- Pinerolo,  Olaszország

## Híres San Franciscó-iak
- Guillermo Acosta, közgazdász
- Domingo Cavallo, közgazdász és politikus
- Abel Córdoba, tangó-énekes
- Juan Pablo Francia, focista
- Rodolfo Godino, költő
- Mariano Puerta, teniszező

## Fordítás
Ez a szócikk részben vagy egészben  a   San Francisco (Córdoba) című német Wikipédia-szócikk fordításán alapul.  Az eredeti cikk szerkesztőit annak laptörténete sorolja fel. Ez a jelzés csupán a megfogalmazás eredetét és a szerzői jogokat jelzi, nem szolgál a cikkben szereplő információk forrásmegjelöléseként.